# スタンドアロンドキュメント
スタンドアロンドキュメント（SRD = Standalone Readable Document、自己実行文書 とも）とは、文書を作成したアプリケーションがなくとも書式を保持し、さらには各ページへ移動する機能などを備えたビューアに文書を組み込み、スタンドアロンドキュメント化した文書を実行するだけでその文書を表示できるプログラムのこと。
一時はシステムレベルでサポートされない独自のフレームワークを採用したマルチスタイルテキストのエディタが普及したMacintoshで広く使われたが、現在はシステムレベルでRTFがサポートされたことにより見かけなくなったが、唯一、山下道明によるマルチスタイルテキストエディタLightWayTextで使われている。